# Heuwinklkapelle

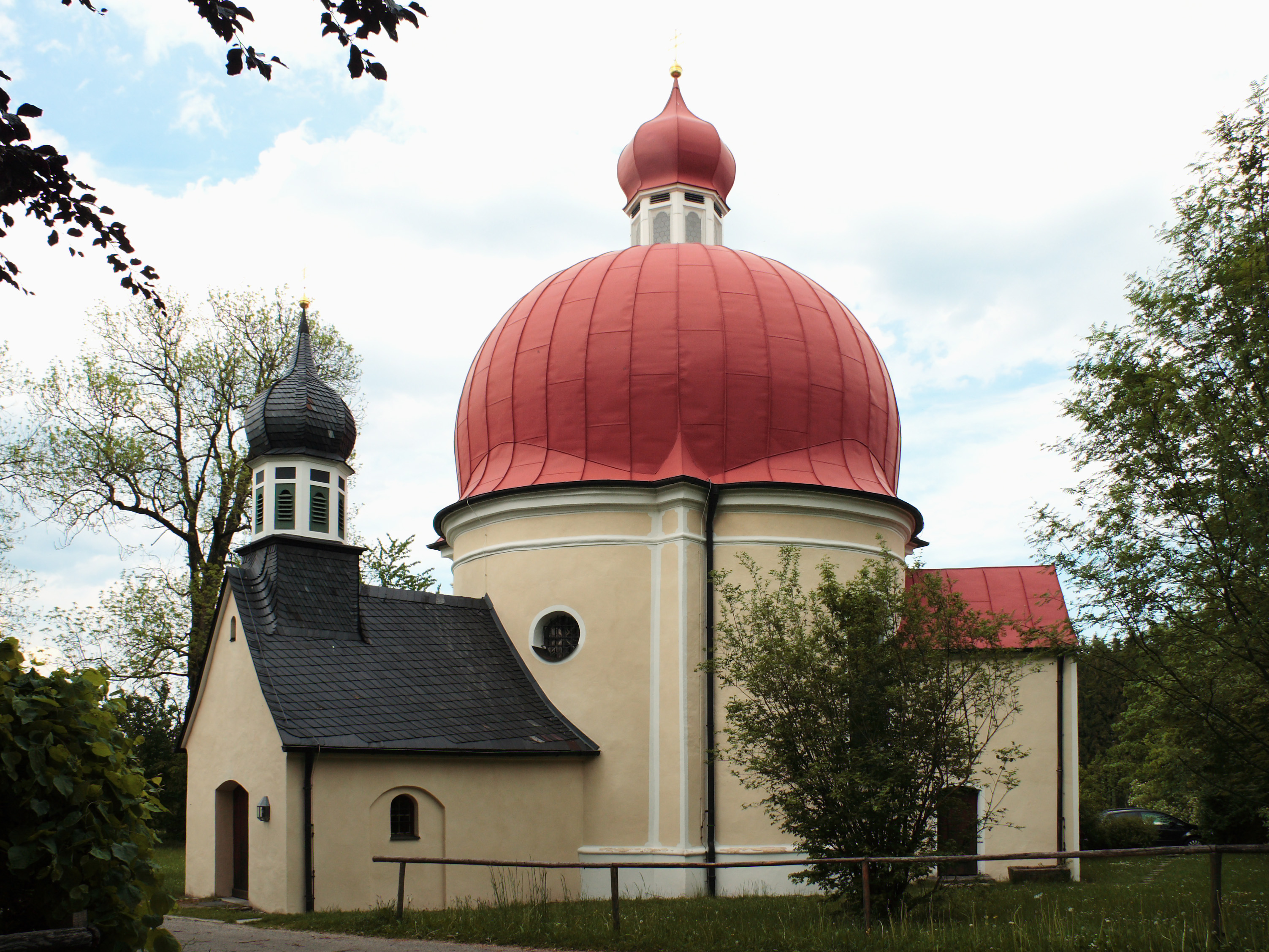
Die Heuwinklkapelle von Süden

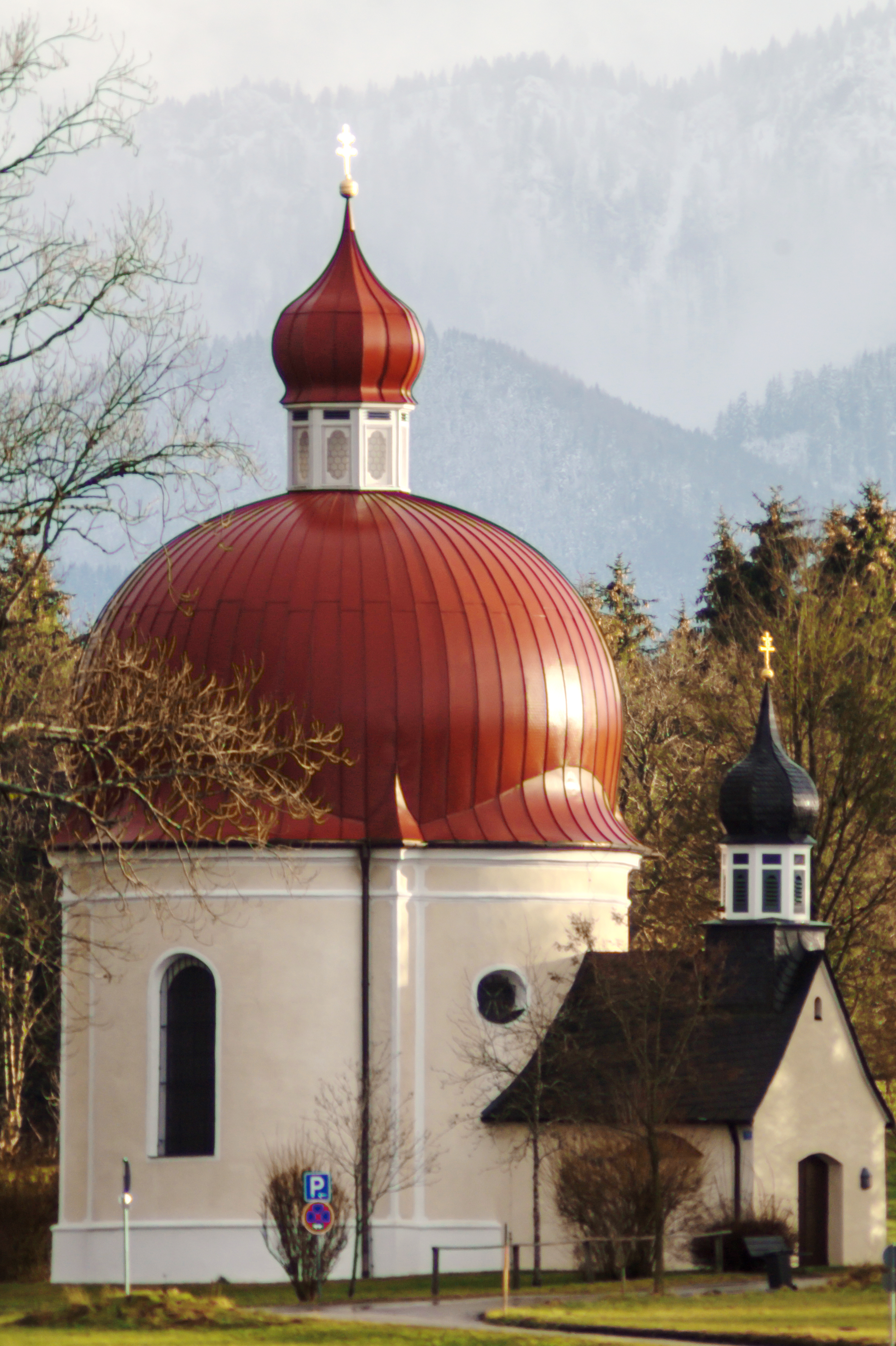
Die Heuwinklkapelle von Norden

Die Heuwinklkapelle, offiziell Wallfahrtskirche zu Unserer Lieben Frau, ist eine Marienwallfahrtsstätte auf einer am Ostrand von Iffeldorf gelegenen Anhöhe, dem Heuwinkl. Iffeldorf liegt im Pfaffenwinkel im oberbayerischen Landkreis Weilheim-Schongau.

## Geschichte

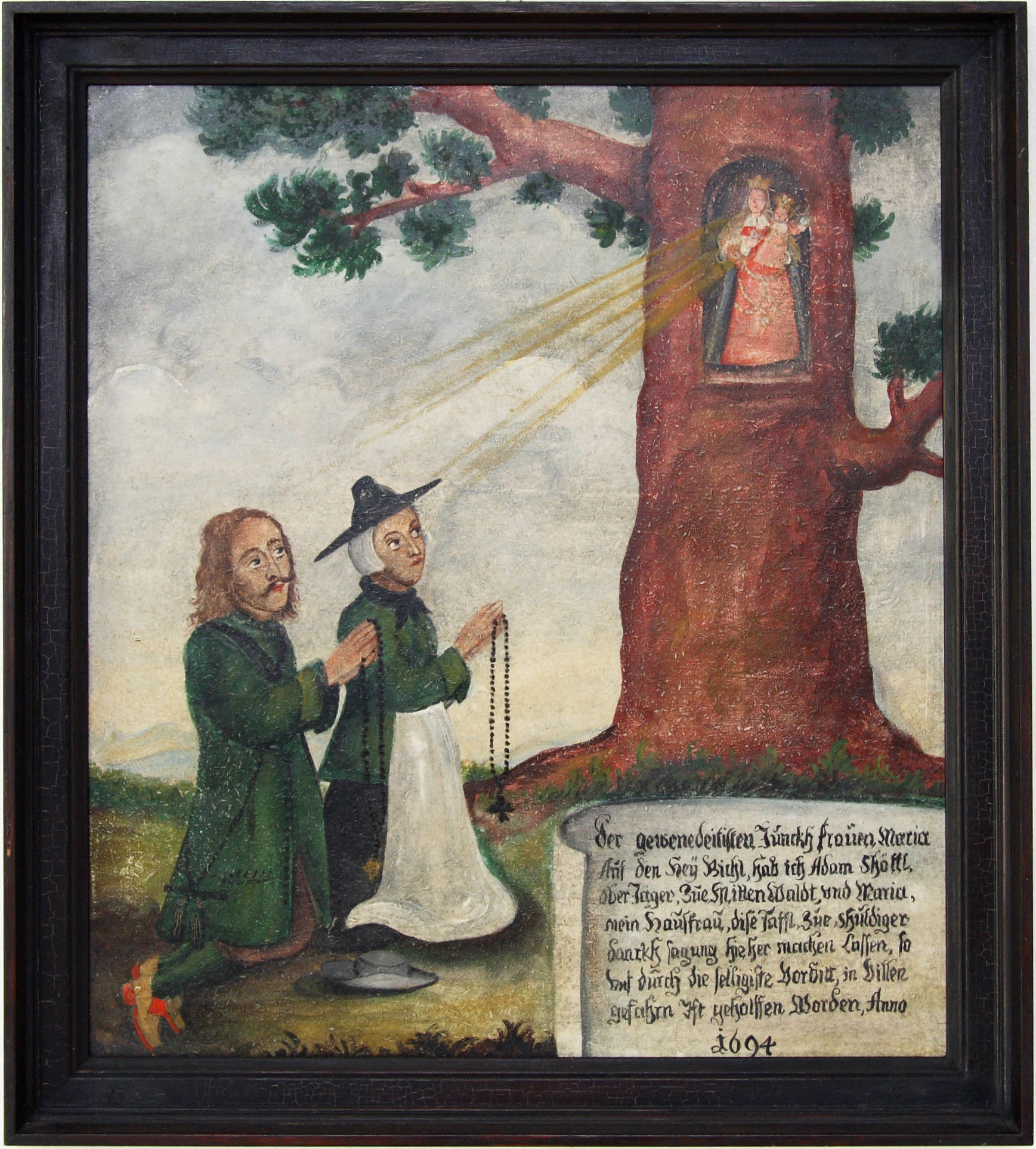
Votivtafel

Auf dem Hochaltar der Pfarrkirche St. Vitus in Iffeldorf befand sich von 1275 bis 1615 eine spätgotische Marienstatue. Diese wurde bei einer Erneuerung des Hochaltars entfernt und später im Jahre 1672 in einer hohlen Eiche am Weg von Iffeldorf über Nonnenwald und Nantesbuch bis Tölz aufgestellt. Einen Eindruck davon vermittelt die heute im Vorraum der Kapelle aufgehängte Kopie einer Votivtafel aus dem Jahr 1694. Nachdem immer mehr Pilger dorthin gekommen waren, wurde ca. 1690 in der Nähe zunächst eine hölzerne Kapelle errichtet. Diese wurde bald zu klein, und so ließ das Kloster Wessobrunn, das 1653 die Hofmark Iffeldorf erworben hatte, die heutige Kapelle errichten. Die Grundsteinlegung fand am 21. November 1698 durch den Wessobrunner Abt Virgil Dallmayr statt. Obwohl 1699 ein großer Teil Iffeldorfs samt der gotischen Pfarrkirche bei einem Großbrand zerstört wurde, gelang es in der Folgezeit, die Heuwinklkapelle fertigzustellen. Am 13. September 1701, dem Fest Mariä Namen, wurde die Kapelle von Weihbischof Johannes Eustache Egolf von Westernach – assistiert von den Geistlichen Ulrich Zeidler aus Benediktbeuern, Andreas Höck und Dominik Mair aus Habach, Matthias Koch aus Antdorf sowie Urban Schwaiger aus Iffeldorf – „Gott und Maria der wunderbahrlichen Mutter auch allen Lieben Heiligen zu ehrn“ feierlich eingeweiht.
Gegen 1750 wurde die Kapelle erweitert: Es entstanden als Anbauten die Sakristei – die vermutlich als Mesnerwohnung diente – im Südosten und der Vorraum mit dem Glockenstuhl im Westen. Ende des 18. Jahrhunderts wurde die Innenausstattung im Stil des Spätrokoko vollendet und der Hochaltar 1791 ersetzt. Bei einer Restaurierung um 1890 wurden die ursprüngliche rote zwiebelförmige Kuppel durch ein Zeltdach ersetzt und im Inneren Veränderungen nach dem damaligen Zeitgeschmack vorgenommen. Nachdem sich der Bauzustand erheblich verschlechtert hatte, sollten 1939 die Instandsetzungsarbeiten beginnen. Diesen wurden schließlich erst nach dem Zweiten Weltkrieg ausgeführt und 1952 die ursprüngliche Kuppel wiederhergestellt. 1969 waren Arbeiten am Dach und im Sockelbereich notwendig. Der Innenraum wurde in den Jahren 1984 bis 1989 im Stil des barocken Erscheinungsbildes restauriert und die Mauern trockengelegt. Von 2013 bis 2015 wurden das Kupferdach und der Dachstuhl erneuert, das vom Hausbock befallene Klostergewölbe verstärkt und ergänzt und der Stuck restauriert. Des Weiteren erhielten die Glockenstube und die Obersakristei neue Holzböden sowie die Laterne neue Fenster. Es wurden die Innenbeleuchtung erneuert und eine Dachöffnung über der Sakristei eingebaut.

## Architektur

Grundriss

Die Kapelle ist ein architektonisches Hauptwerk des Wessobrunner Klosterbaumeisters Johann Schmuzer, eines der bedeutenden Stuckateure und Mitbegründer der Wessobrunner Schule. Auch dabei der Anfertigung der Innenausstattung waren Wessobrunner Meister tätig, insbesondere der Stuckateur Franz Edmund Doll. Es entstanden Haupt- und Seitenaltar und das Kanzeloratorium über der Sakristei.
Der Grundriss des Hauptraumes weist ein Quadrat mit 6,5 Metern Seitenlänge auf, das an jeder Seite mit Konchen, halbrunden Apsiden, erweitert wird, so dass insgesamt der Eindruck eines runden Zentralbaus entsteht. Auf den Konchen ruhen Kalottenkuppeln in Form von überdimensionalen Muschelschalen, darauf ruht eine mächtige zwiebelförmige Kuppel mit aufgesetzter Laterne von insgesamt 22,7 Metern Höhe. Innen sind die Konchen reizvoll mit riesigen Muschelschalen überwölbt. Darüber ist ein pyramidenähnliches Klostergewölbe aufgesetzt, das in seinen trapezförmigen Feldern vier Ölgemälde mit Szenen aus dem Alten Testament trägt, dazwischen sieht man hochbarocke Stuckaturen. Der nach Westen zeigende Vorbau ist niedrig und in die Länge gezogen und besitzt einen Dachreiter für die drei Glocken. Die Sakristei auf der südöstlichen Seite ist zweigeschossig.

## Ausstattung

### Chorwand

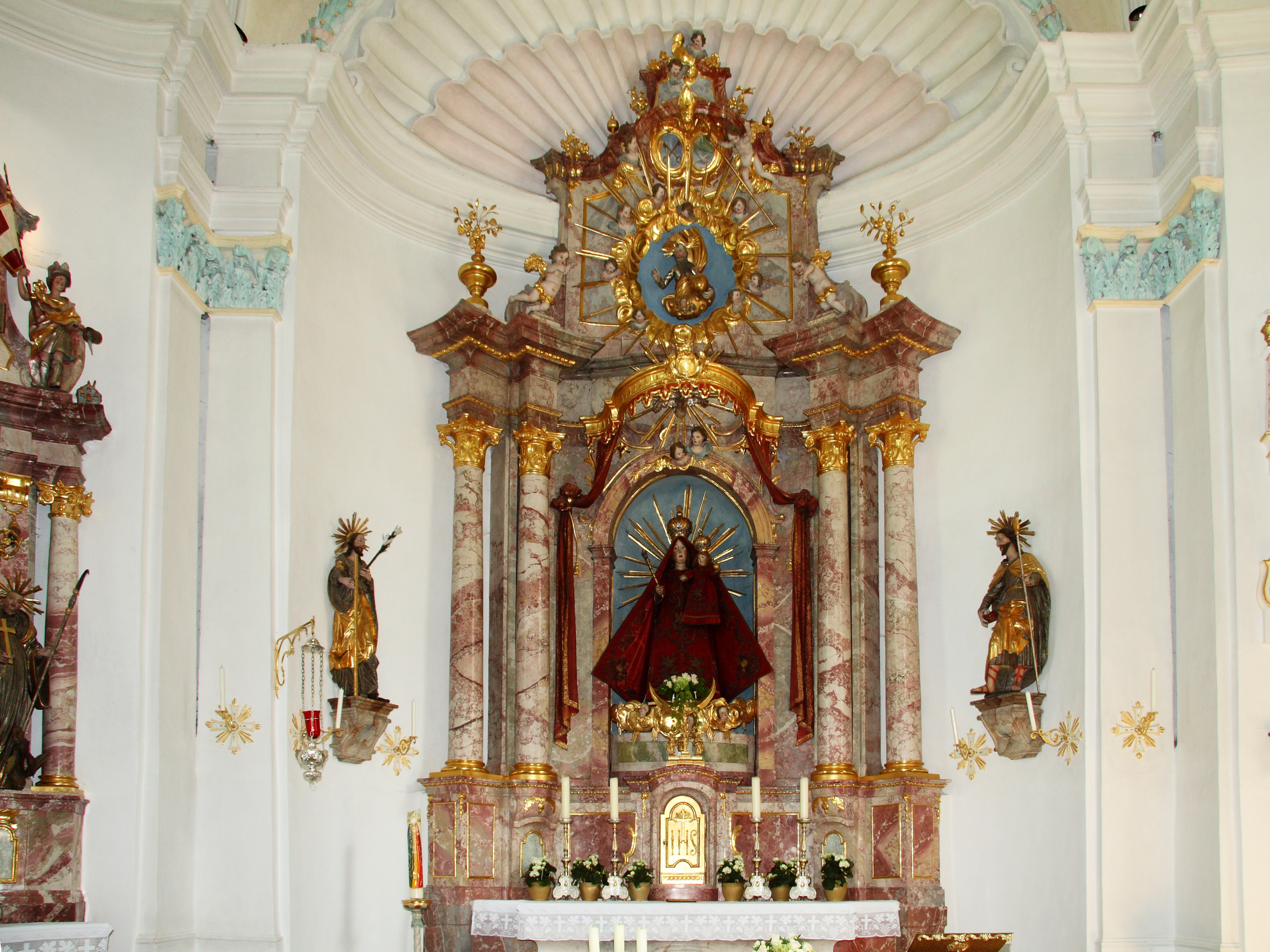
Hochaltar, links Joseph, rechts Joachim

#### Hochaltar
Der Hochaltar im Osten der Kapelle kann in Mensa, Retabel und Auszug gegliedert werden und besteht aus mit Stuckmarmor überzogenem Holz. Die Kapitelle, Basen und Zierleisten sind vergoldet.
Auf dem Retabel steht unter einem Baldachin das Gnadenbild in einer Nische über dem Tabernakel. Flankiert wird es links und rechts jeweils von Doppelsäulen, dem Hoheitsmotiv der Sakralarchitektur. Die Dreifaltigkeit zeigt sich mit Gott Vater im Altarauszug, Jesus auf dem Arm Marias und darüber im Baldachin dem Heiligen Geist. Im Auszug befindet sich ebenfalls das Doppelwappen des Klosters Wessobrunn und des Errichters des Hochaltars, Abt Joseph Leonardi von Wessobrunn.

#### Gnadenbild

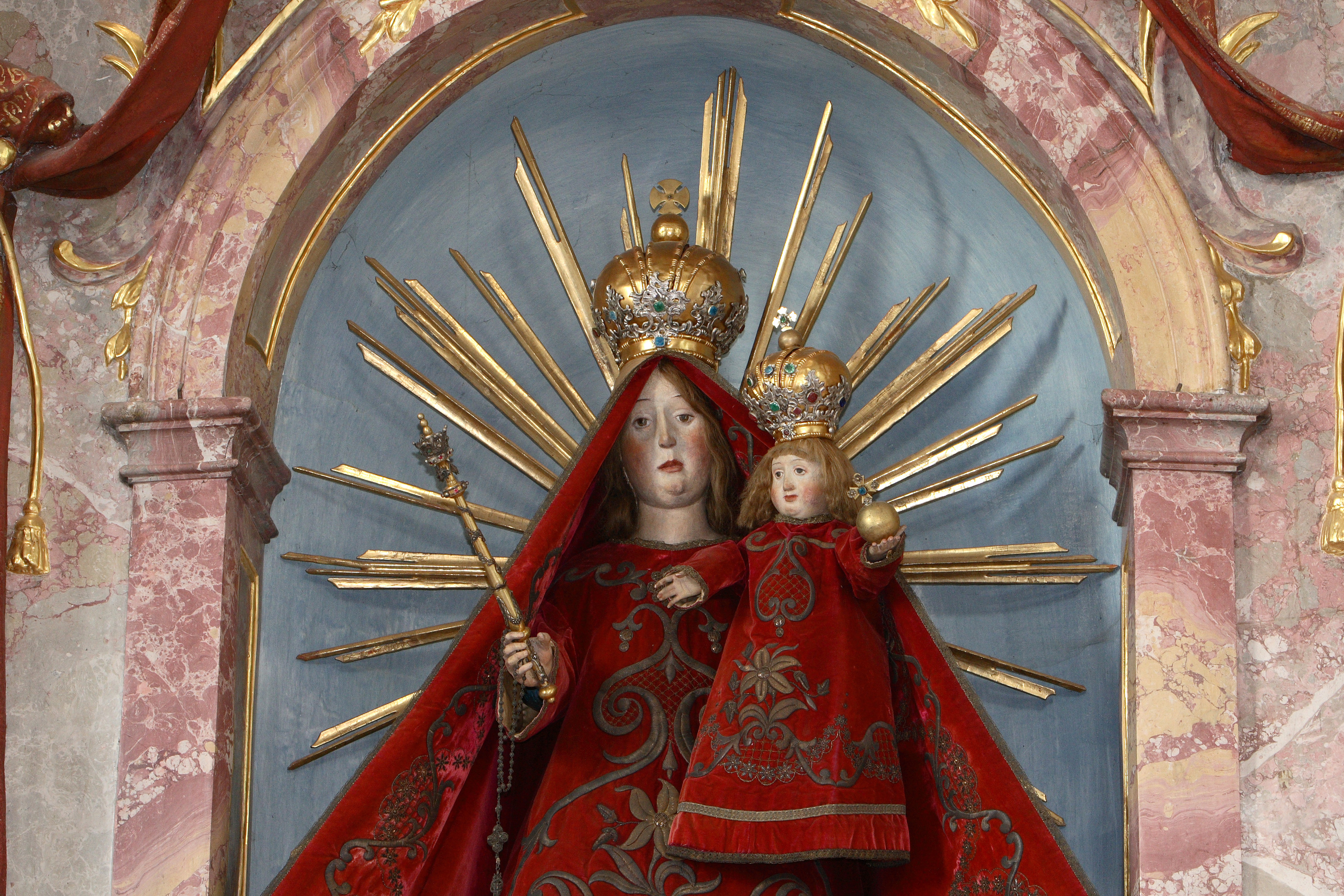
Gnadenbild

Die Marienstatue trägt eine Krone und ein Zepter und auf dem Arm das Jesuskind, das ebenso gekrönt ist und den Reichsapfel trägt. Beide sind in purpurfarbene mit Gold und Silber bestickte Gewänder gekleidet. Maria wird also als Himmelskönigin dargestellt, weshalb sie auch über einer abnehmenden Mondsichel steht. Außerdem wird sie als Schutzmantelmadonna gezeigt.

#### Skulpturen
Die zwei Skulpturen links und rechts des Hochaltars, deren Bildhauer unbekannt ist, stellen rechts Joachim, Marias Vater, und links Joseph, Marias Ehemann, dar.

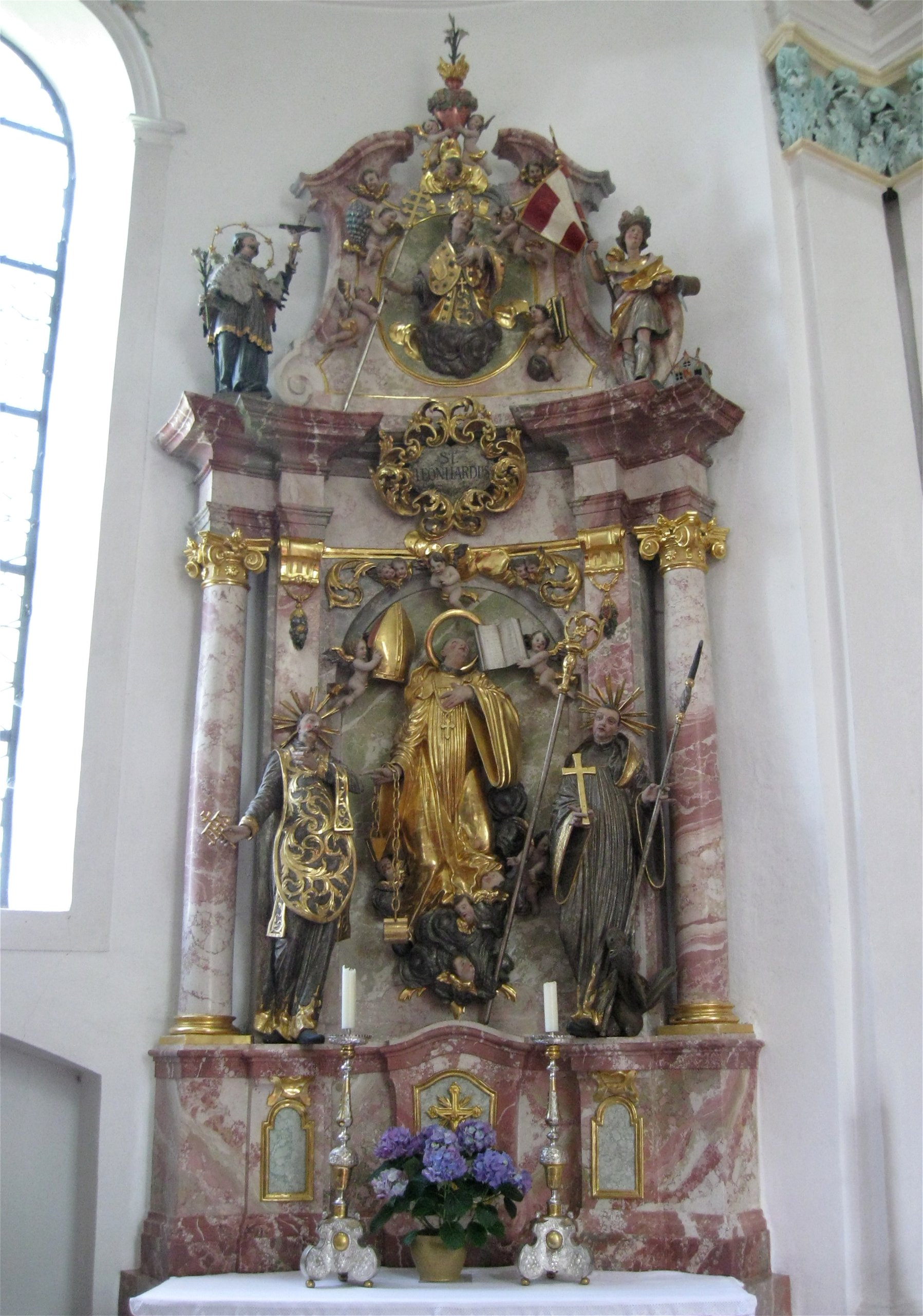
Seitenaltar

### Seitenaltar
Der Seitenaltar auf der Nordseite der Kapelle „wirkt […] durch die Vielzahl der Plastiken eher überladen“ und ist dem heiligen Leonhard geweiht, dem Schutzpatron des Viehs und der Bauern. Neben einer Darstellung desselben sieht man an diesem Altar die Heiligen Magnus (rechts) und Ignatius (links) und oben auf dem Gebälk links den hl. Johann Nepomuk und rechts den hl. Florian. Im Auszug sind der hl. Papst Urban und oben das flammende Herz Jesu, aus dem eine Blume austreibt, abgebildet.

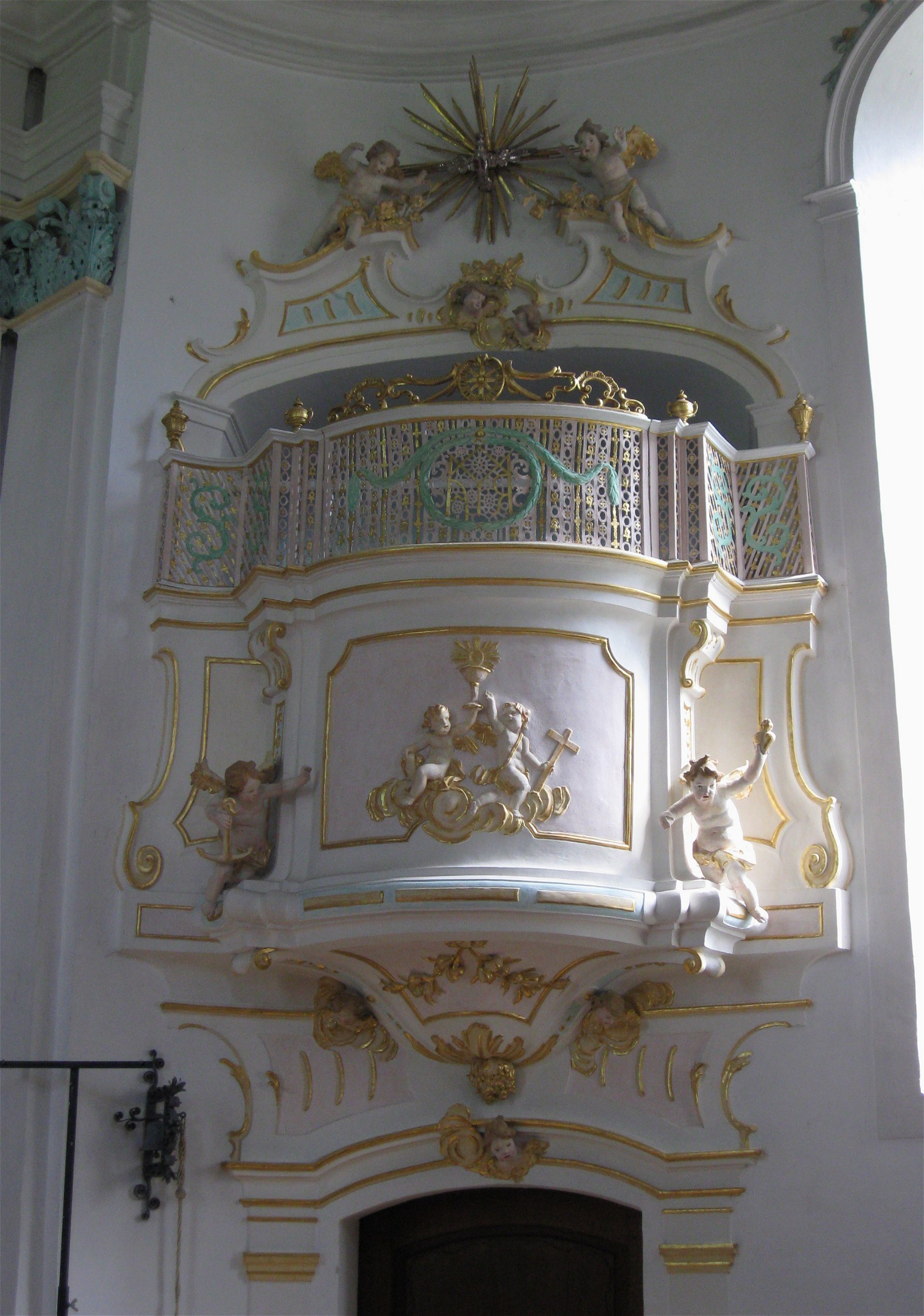
Kanzeloratorium

### Seitenempore (Kanzeloratorium)
Die kleine Empore (auch Chörchen genannt) im Süden über der Sakristei (Obersakristei) dient als Kanzel, stellt aber auch ein Gegenstück zum Seitenaltar dar. Die feinen Stuckarbeiten des Wessobrunner Stuckateurs Franz Edmund Doll bilden Putten ab, die auf Kreuz, Herz und Anker als Sinnbilder für Glaube, Liebe und Hoffnung hinweisen.

### Gewölbe
Die durch Blattornamentiken eingerahmten Ölgemälde im Gewölbe, die vor 1700 durch einen unbekannten Maler gestaltet wurden, zeigen vier Frauengestalten aus dem Alten Testament, die als Vorbilder für Maria gelten:
- PROTECTERIX (Beschützerin): Judit tötet Holofernes (Jdt 13 EU)
- ADVOCATA (Anwältin): Debora zieht mit Barak in den Krieg, weil er sich weigert ohne sie zu kämpfen (Ri 4 EU)
- PATRONA (Patronin): Ester bittet beim König Artaxerxes für ihr Volk (Est 5–8 EU)
- MATER (Mutter): Batseba, die Mutter Salomos, bittet bei ihrem Sohn für Adonia (1 Kön 2 EU)

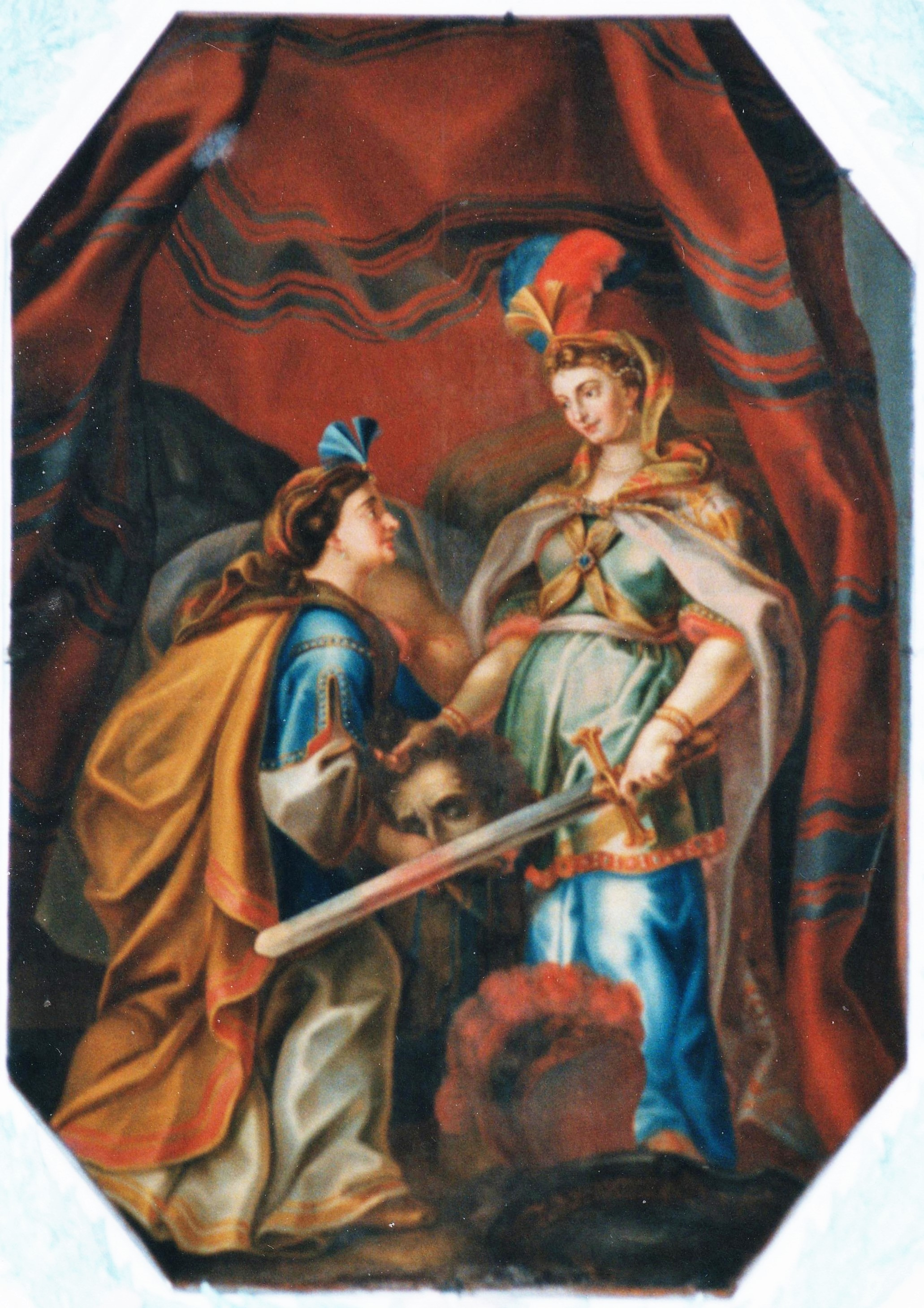
PROTECTERIX
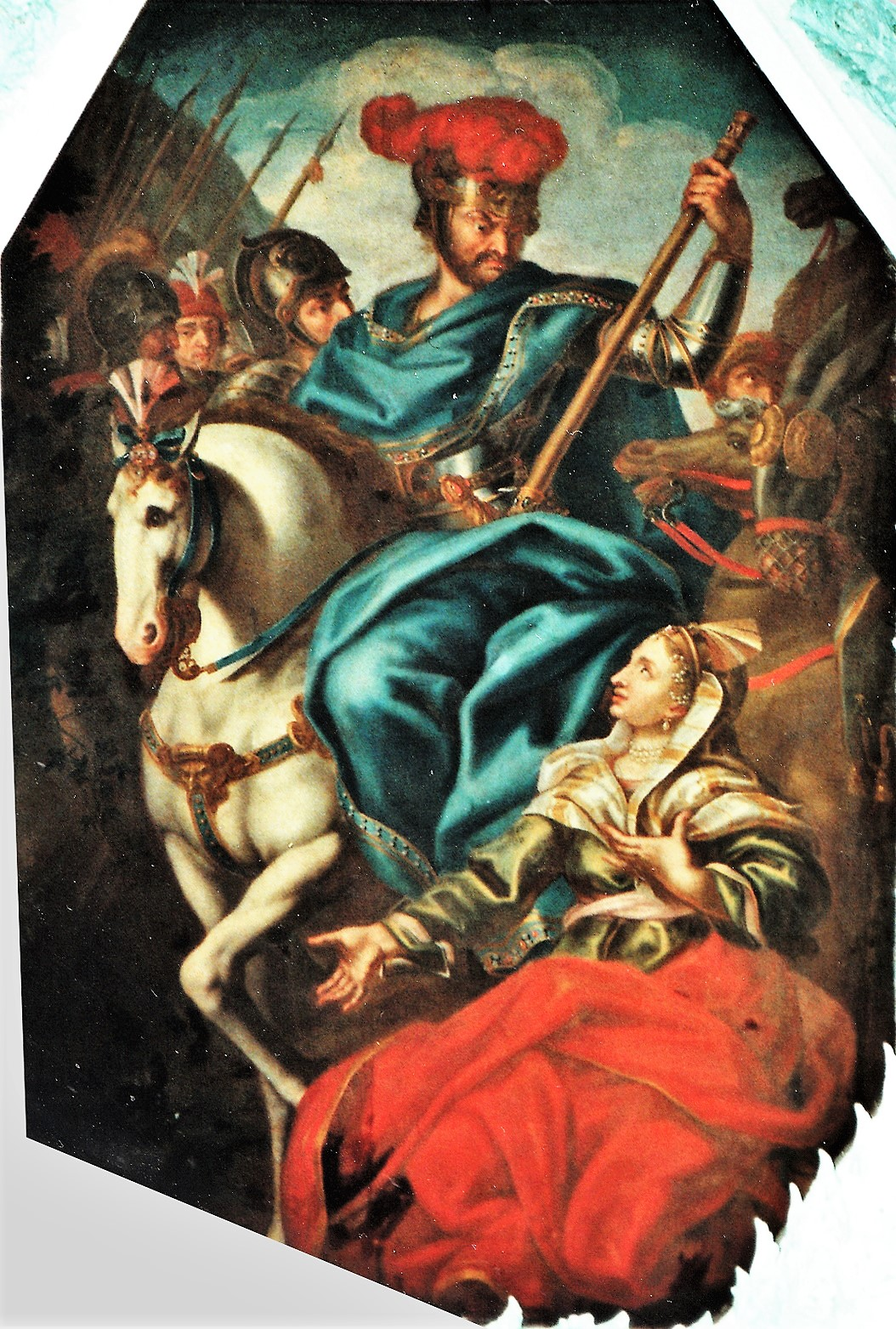
ADVOCATA
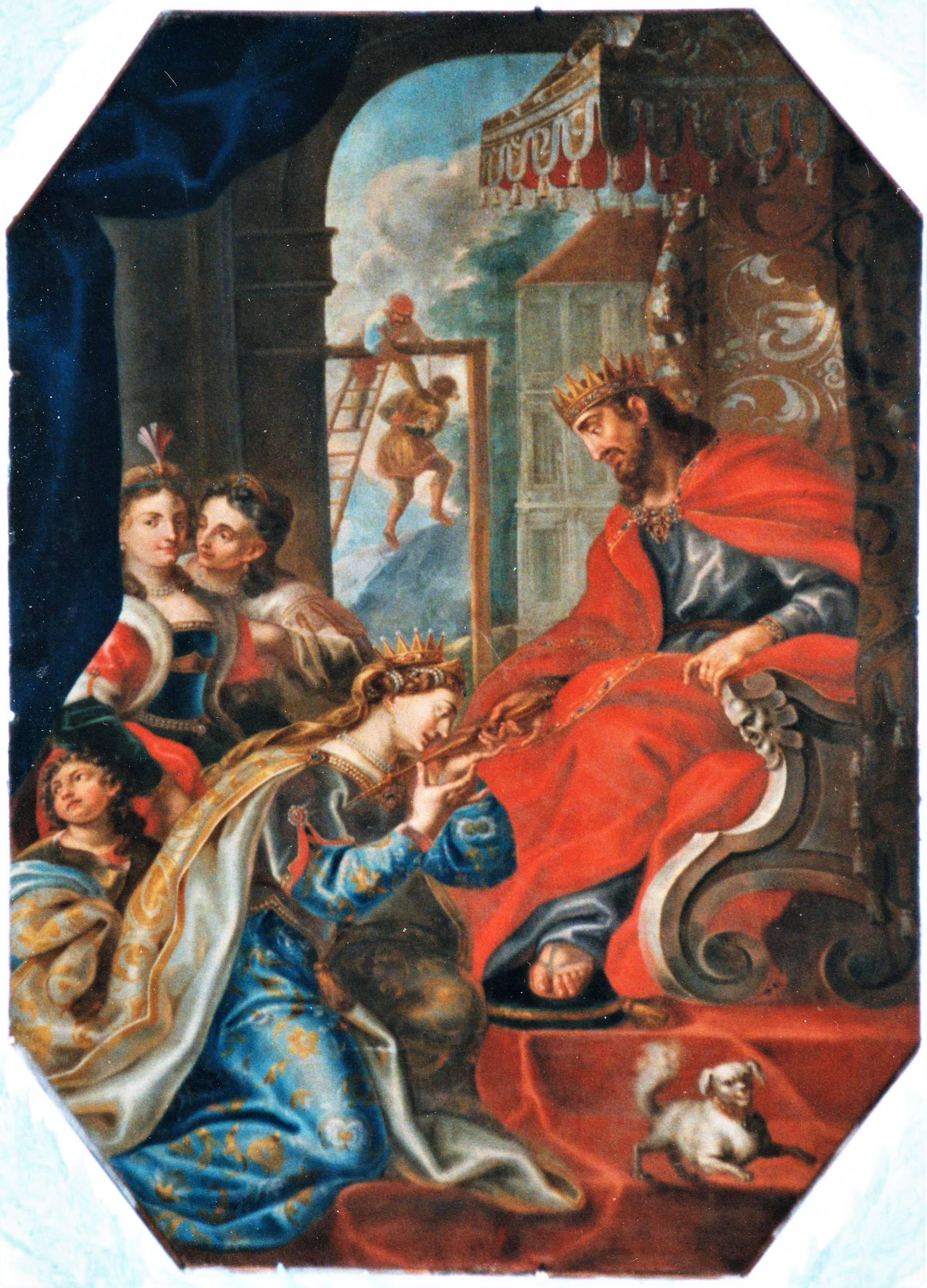
PATRONA
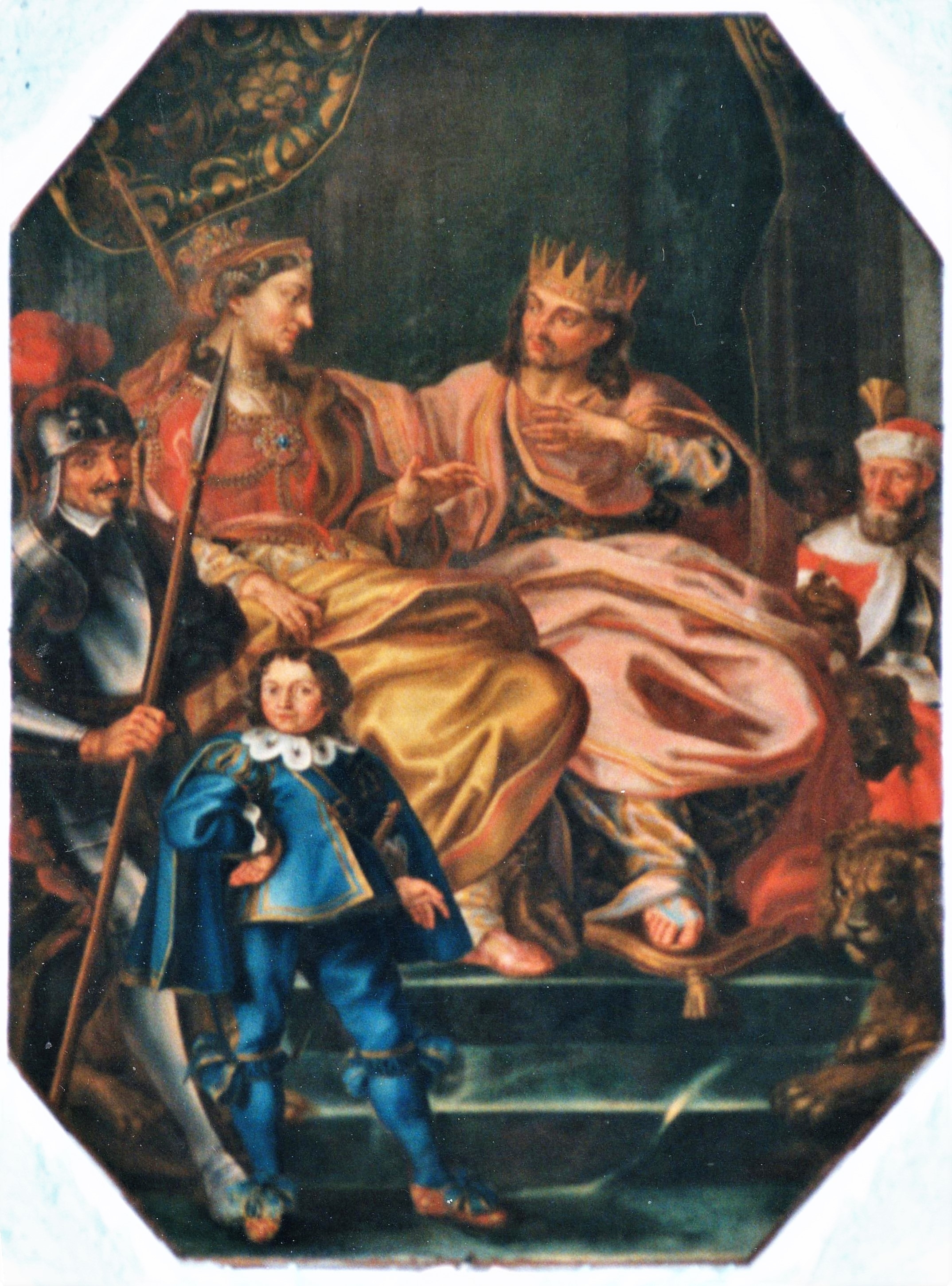
MATER

Dazwischen sieht man reichhaltige Verzierungen aus hochbarocken Stuckaturen, Akanthusblätter, Früchte, Engelsfiguren, Festons, Perlstäbe, teilweise farbig abgesetzt.

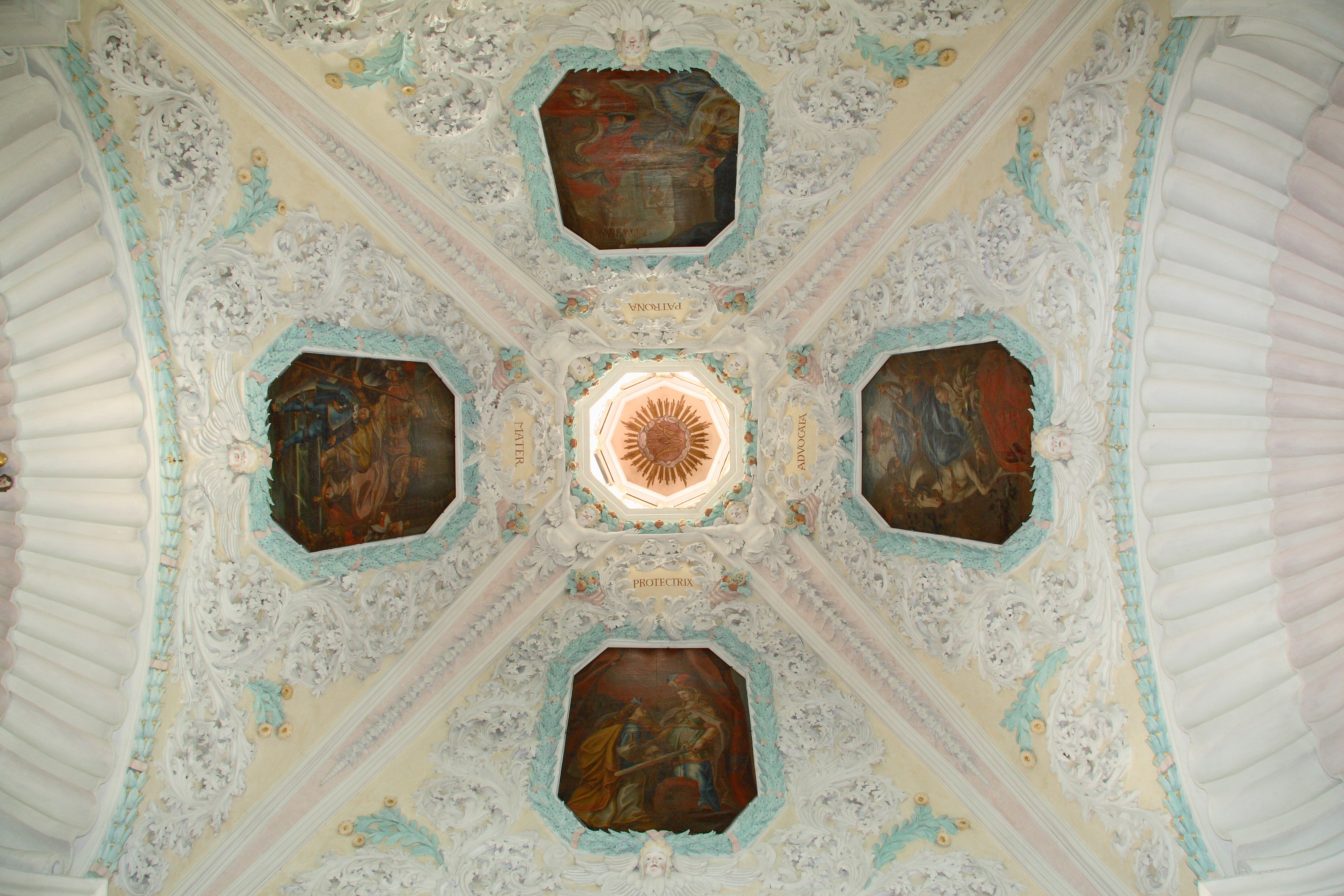
Gewölbe
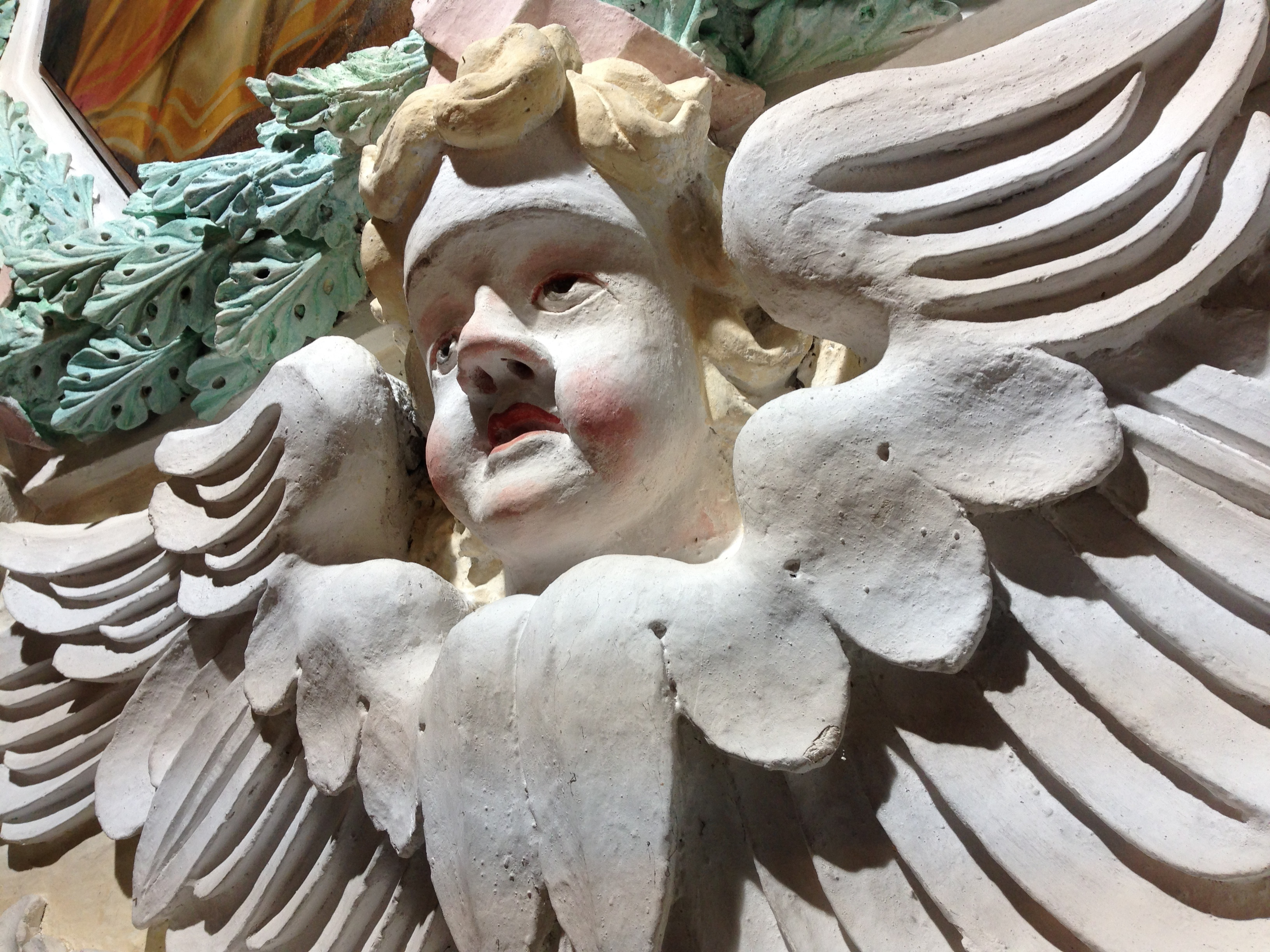
Stuck-Engel
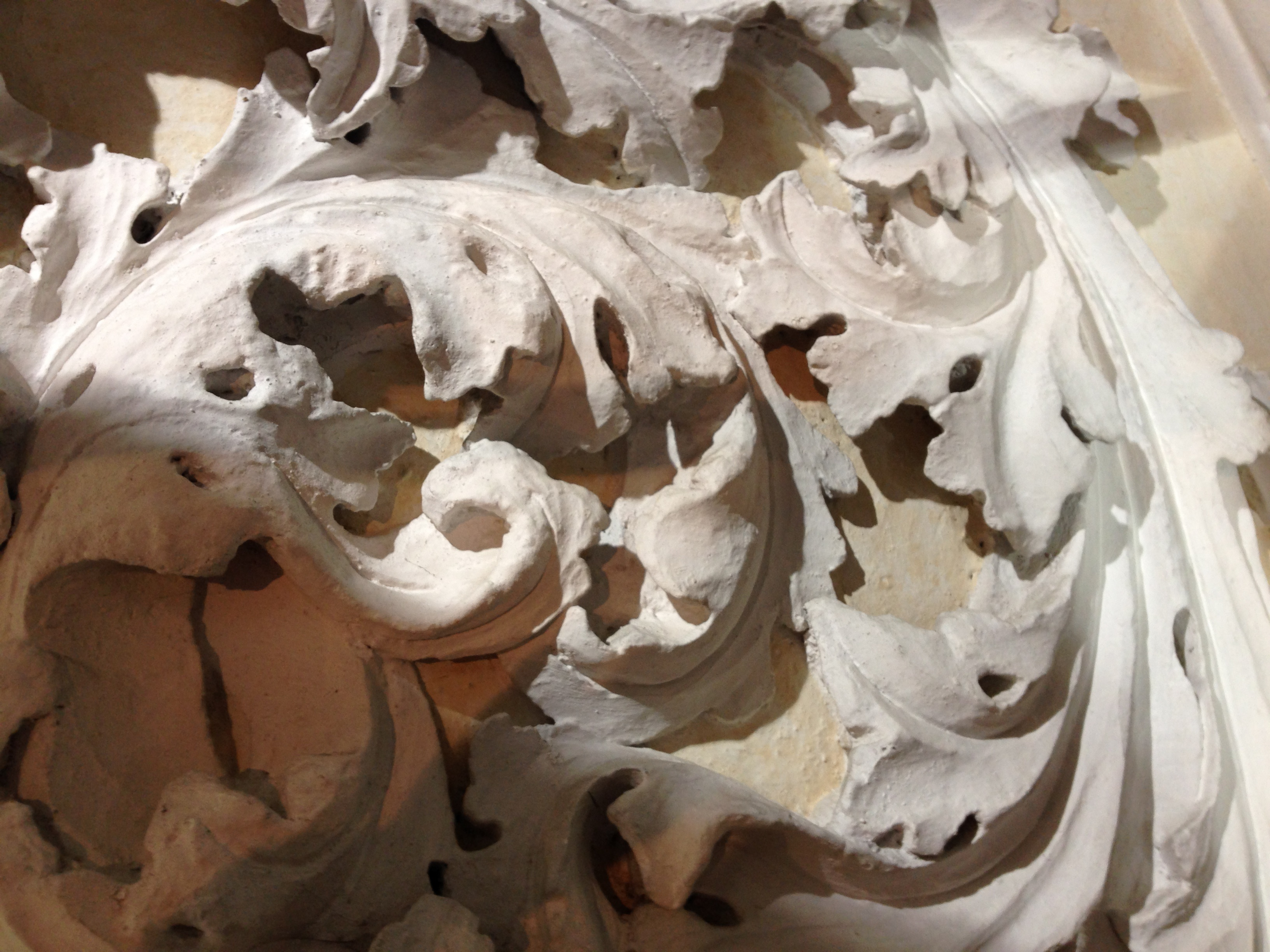
Akanthus-Ornamentik
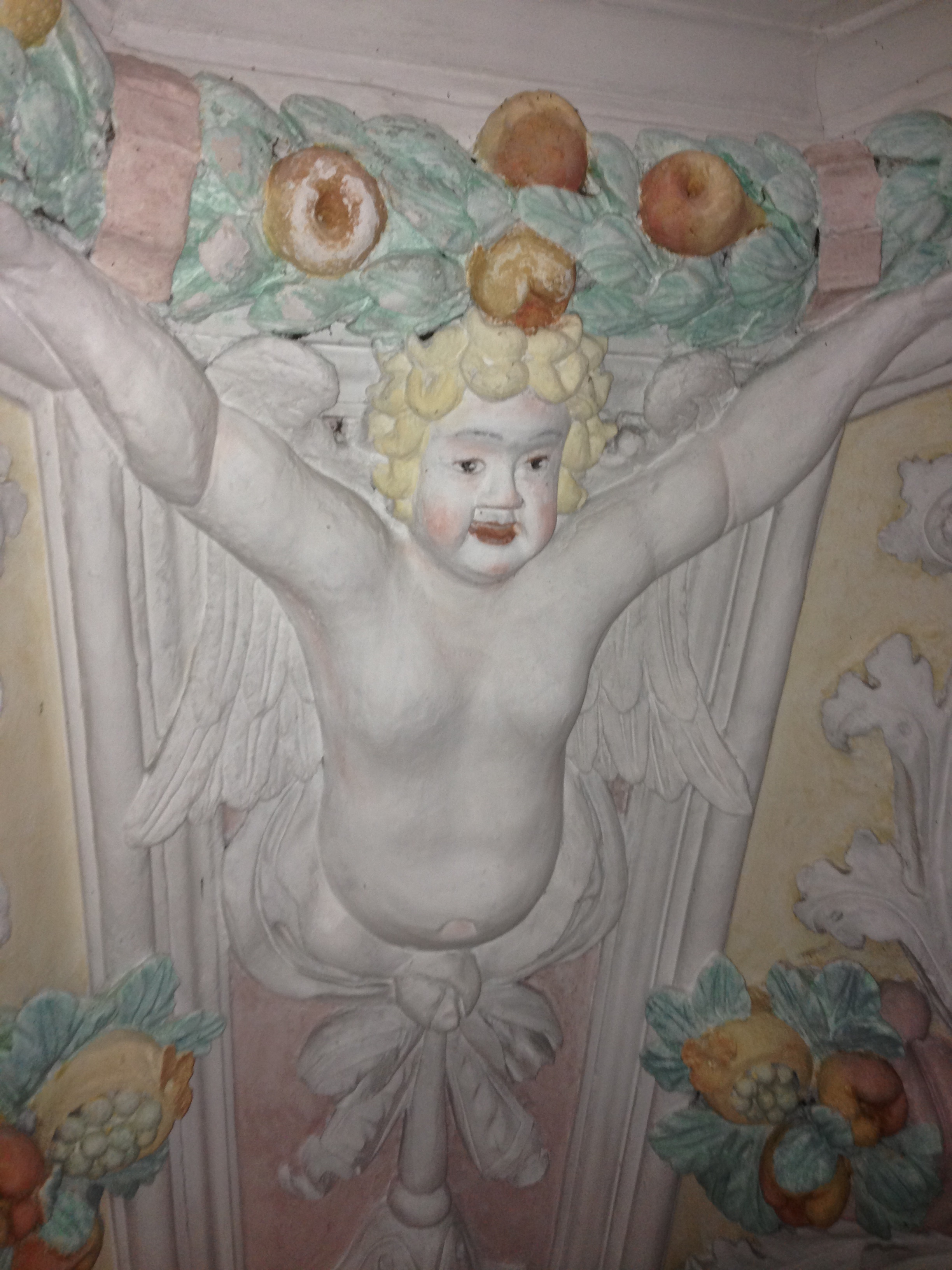
Engelsfigur

### Votivtafeln

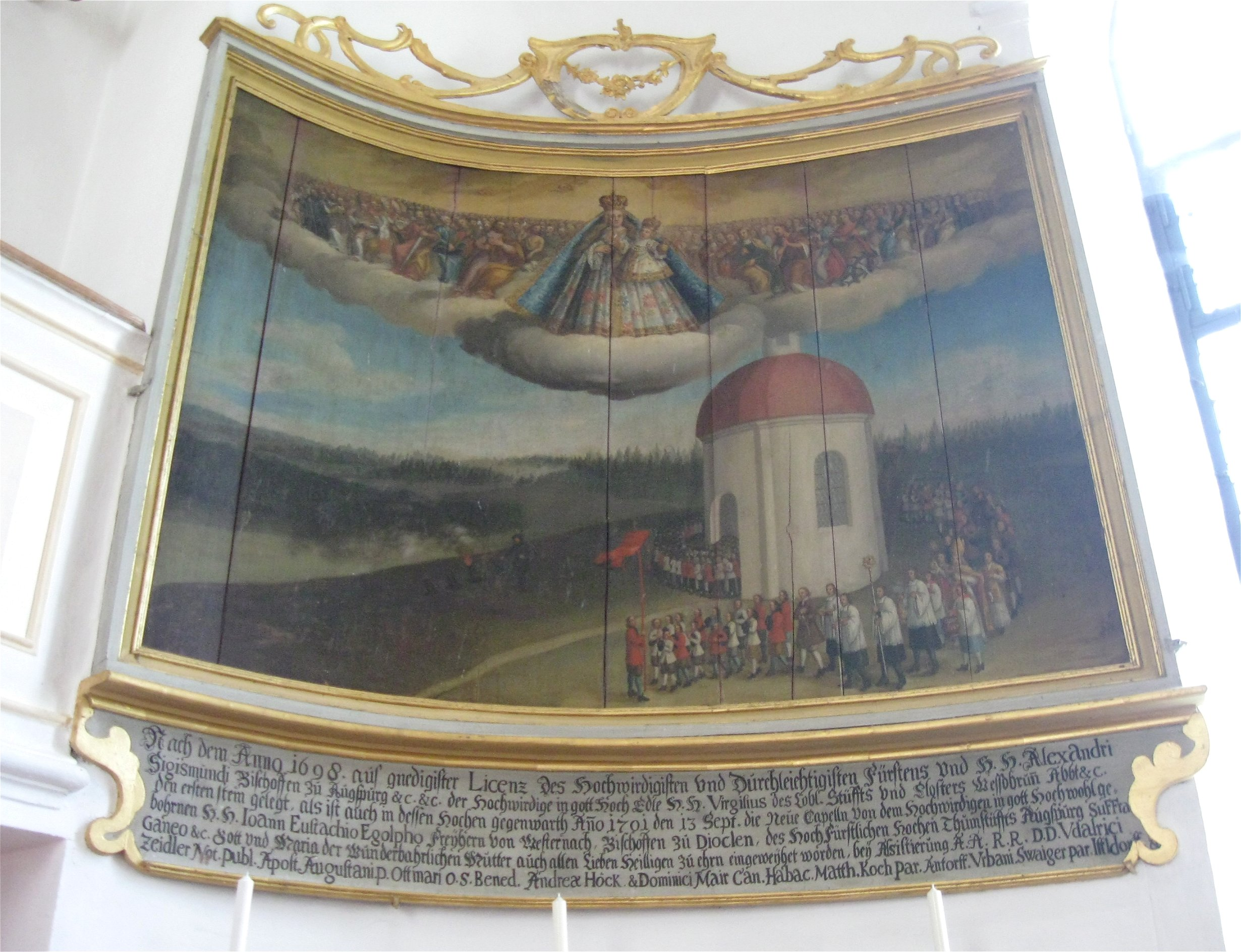
Votivtafel von der Einweihung

Im Nordwesten und Südwesten der Kapelle hängen zwei große Votivtafeln. Die nordwestliche zeigt die Einweihung der Heuwinklkapelle 1701, die andere dient dem Dank, dass beim Großbrand Iffeldorfs 1698 keine Menschen verletzt wurden und führt dabei mehrere Fällen auf, in denen Maria die Einwohner Iffeldorfs beschützte.

### Vorhalle

#### Votivtafel
Die Kopie einer Votivtafel in der Vorhalle enthält die Gründungslegende. Der Text lautet: „Der gewenedeitisten JunckhFrauen Maria auf den Hey Bichl hab ich Adam Schöttl, OberJäger zue MittenWaldt und Maria, mein Hausfrau dise Taffl zue shuldiger danckhsagung hie her machen lassen, so uns durch die selligiste vorbitt in villen gefahrn ist geholffen worden. Anno 1694“ ().

#### Kerkerheiland
In der Vorhalle befindet sich in einer Nische eine gotische Figur des Kerkerheilandes, also Jesus Christus gefesselt und gegeißelt im Kerker. Nachdem die Marienfigur aus der hohlen Eiche in die Kapelle umplatziert wurde, stellte man diese Figur in den Baum. Später, als dieser gefällt werden musste, fand die Darstellung im Vorbau der Kapelle ihren Platz.

### Glocken
Die Kapelle besitzt heute drei kleine Glocken, die älteren beiden kehrten nach dem Zweiten Weltkrieg 1946 unbeschädigt zurück, da sie nur einen geringen Metallwert haben. Die dritte wurde 1964 ergänzt. Sie hängen im Glockenstuhl im Dachreiter auf der Vorhalle und sind alle der Gottesmutter geweiht.
| Nr. | Gießer             | Gussort | Gussjahr | Durchmesser (cm) | Höhe (cm) | Inschrift                                 |
| --- | ------------------ | ------- | -------- | ---------------- | --------- | ----------------------------------------- |
| 1   | Christoph Taller   | München | 1773     | 44               | 43,5      | CHRISTOPH TALLER GOSS MICH - MINCHEN 1773 |
| 2   | Franz Jacob Daller | München | 1776     | 37               | 36,5      | FRANZ JACOB DALLER ME FECIT MONACHII 1776 |
| 3   | Rudolf Perner      | Passau  | 1964     | 34               | 32,5      | HEUWINKEL HL. MARIA BITTE FÜR UNS         |

### Orgel

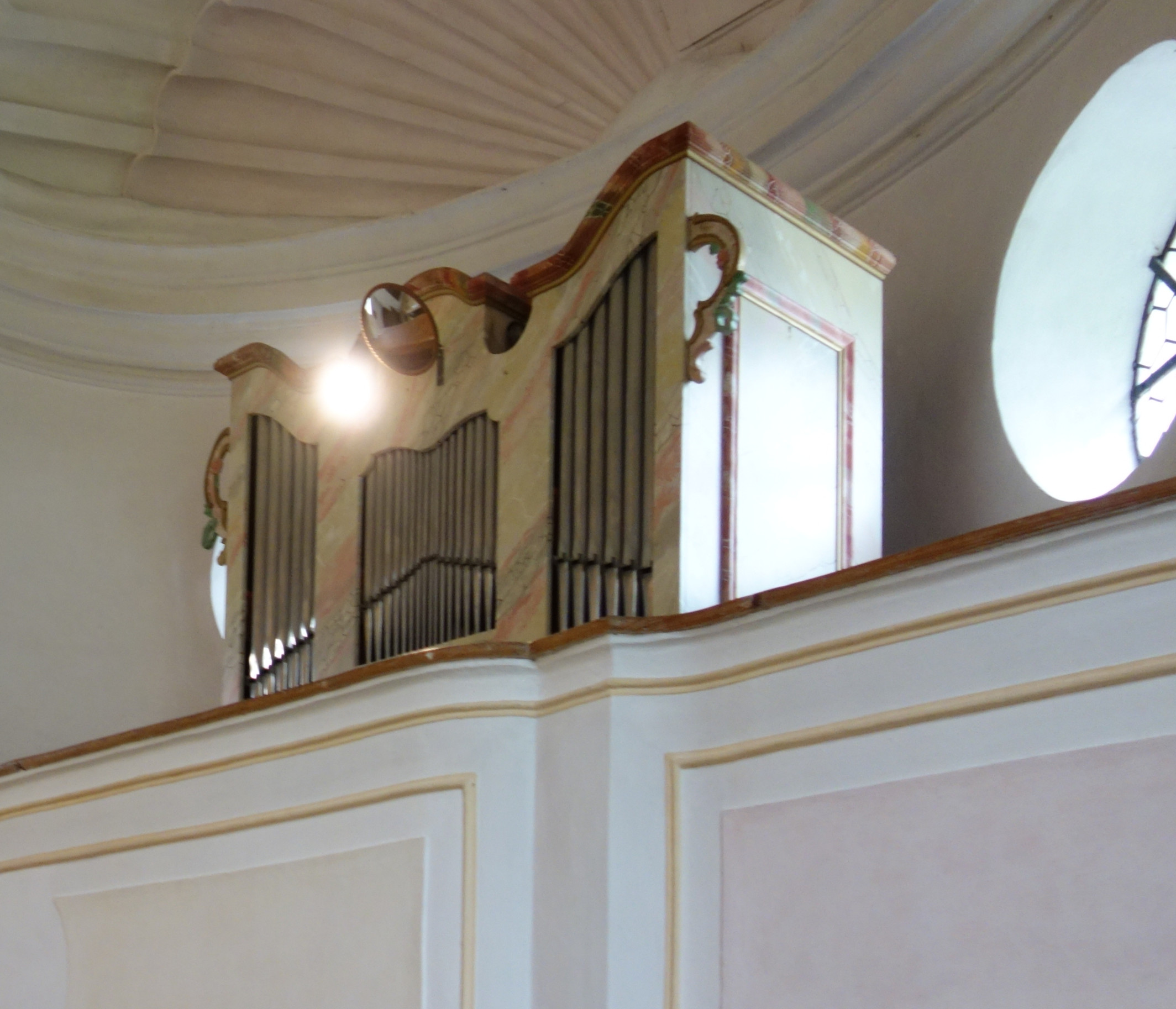
Die Ismayr-Orgel

Der Bernrieder Orgelbauer Günter Ismayr baute 1981 in der Heuwinklkapelle eine neue Orgel mit sechs Registern auf einem Manual und Pedal. Das Instrument mit Schleiflade und mechanischer Spiel- und Registertraktur steht auf der schlicht gehaltenen Empore und weist folgende Disposition auf:
| Manual      |                  |
| Gedackt     | 8′               |
| Rohrflöte   | 4′               |
| Sesquialter | 2 ⁄3′ und 1 3⁄5′ |
| Prinzipal   | 2′               |
| Oktave      | 1′               |

| Pedal  |     |
| Sordun | 16′ |

- Koppeln: M/P

### Weitere Ausstattung
Die Leuchter der Apostelkreuze, die Halterung der Ewiglicht-Ampel und das Kreuz auf dem Türmchen der Vorhalle wurden von einem Iffeldorfer Kunstschmied als Stiftung angefertigt.

## Regelmäßige Veranstaltungen

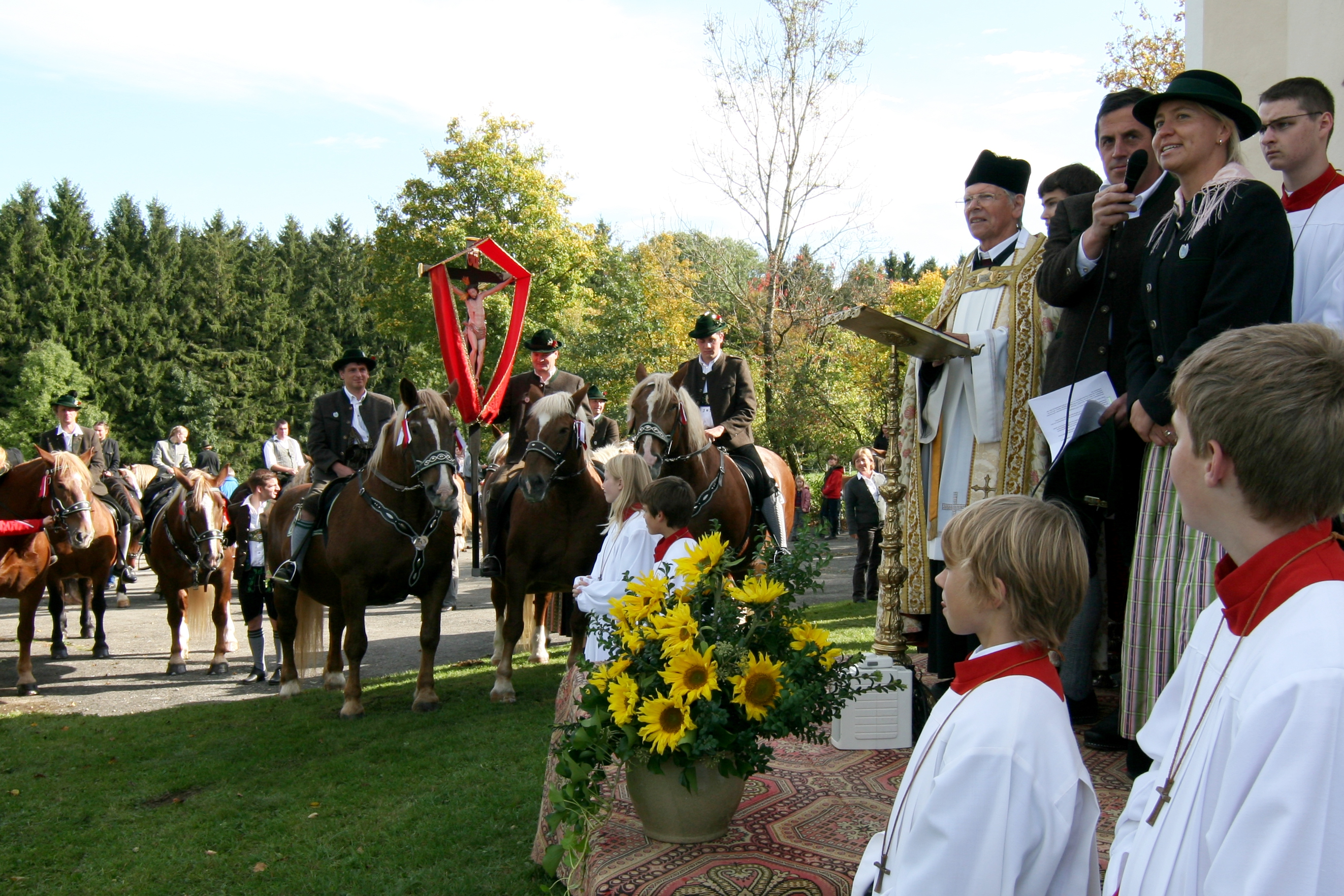
Leonhardiritt 2012: rechts neben Pfarrer i. R. Gabriel Haf der Organisator Anton Walser

Im Oktober 2012 fand nach etwa 100 Jahren Pause wieder ein Leonhardiritt zur Heuwinklkapelle statt. Die letzte Leonhardifahrt war 1913 dokumentiert. Bis 2016 wurde die Wallfahrt, bei der die Pferde vom St.-Vitus-Platz zur Kapelle hinauf zogen alljährlich wiederholt. Dort fand eine Andacht statt, beim anschließenden zweifachen Umritt erfolgten die Segnungen mit Weihwasser und Weihrauch. Nach dem Zurückreiten an den Ausgangspunkt wurde dort der dritte Segen mit dem Kreuzpartikel gespendet.
Im Marienmonat Mai finden allsonntäglich in der Kapelle Maiandachten statt. Vor Christi Himmelfahrt zieht ein Bittgang zur Heuwinklkapelle hinauf.
Auch wird jedes Jahr am zweiten Septembersonntag, also am Sonntag nach Mariä Geburt, das Patrozinium mit dem Heuwinklfest, seit 1952 mit Lichterprozession, begangen. Zu diesem Anlass wird auch immer das Heuwinkl-Lied gesungen, dessen Text lautet:
Bei Iffeldorf ein Kirchlein steht,

Darinnen ich am liebsten bet’.

{{!}}: Maria ist dort gar so gut,

Bei ihr wird mir so froh zumut. :|

Grüß Gott! sag ich, komm ich zu ihr,

Grüß Gott! sagt sie gar lieb zu mir,

{{!}}: Bei ihr ist’s mir als wär ich z’Haus

Und schau getrost in d’Welt hinaus. :|

O du Heuwinkler Mütterlein!

Bei dir möcht ich auf ewig sein;

{{!}}: Drum führe mich vom Erdental

Den steilen Weg zum Himmelssaal. :|
Alle zwei Jahre, üblicherweise im September, führt zudem die Wallfahrt des Trachtengauverbands Loisachtal zur Heuwinklkapelle.